# Moinho em Gein
Moinho em Gein é uma pintura a óleo sobre tela realizada por pelo artista holandês Piet Mondrian entre 1906 e 1907. Este trabalho caracteriza-se por um conjunto de cores quentes como o amarelo, verde, azul e castanho. Feito com grandes pinceladas horizontais, a mostrar um horizonte baixo, a pintura apresenta um único elemento vertical, feito pelo homem - o moinho. É uma pintura tradicional - uma paisagem -, típica das escolas do Norte da Europa e dos Países Baixos, com influências do pintor barroco 
Jacob van Ruisdael.